# Яцев Юрій Васильович
Яцев Юрій Васильович (2 березня 1979) — російський ватерполіст.
Срібний призер Олімпійських Ігор 2000 року.
Бронзовий призер Чемпіонату світу з водних видів спорту 2001 року.
Переможець Кубка світу 2002 року.